# 彩の国資源循環工場
彩の国資源循環工場（さいのくにしげんじゅんかんこうじょう）は、埼玉県大里郡寄居町にある県営の廃棄物最終処分場地内に整備されたリサイクル施設群。オリックスの100%子会社のオリックス資源循環は、PFI方式によりサーマルリサイクル施設の運営と公園緑地の維持管理・警備業務を行う。

## 概要
- 所在地 - 〒369-1223 埼玉県大里郡寄居町大字三ヶ山313
- 敷地面積 - 97.7ヘクタール
- 工場用地 - 19.5ヘクタール
- 公園緑地（三ヶ山緑地公園） - 15.6ヘクタール
  - 陸上競技用トラックや芝生広場、防災調節池、展望デッキなどがある。
- 施設内容
  - サーマルリサイクル施設（PFI施設。オリックス資源循環が運営。一日あたりの処理能力450t。ガス化改質方式を採用し、2,000℃で高温溶融処理を行う。）
  - その他のリサイクル施設（借地施設。民間廃棄物処理業者7社が事業を行う）
    - 株式会社エコ計画 - 総合リサイクル
    - 株式会社環境サービス - 廃プラスチック・食品
    - 株式会社アイル・クリーンテック - 生ゴミ・食品
    - 株式会社ウム・ヴェルト・ジャパン - 蛍光管
    - 株式会社埼玉ヤマゼン - 焼却灰
    - 埼玉環境テック株式会社 - 建築廃棄物
    - よりいコンポスト株式会社 - 下水汚泥

  - 埼玉県環境整備センター（県営最終処分場）

事業基盤・公園緑地はBTO(Build Transfer Operate)方式で整備。県有地にオリックス資源循環が造成を行い、県に引渡し。オリックス資源循環は25年間、県より公園緑地の維持管理や警備業務などを請け負う。サーマルリサイクル施設はBOO(Build Own Operate)方式で整備。県有地を賃借し、オリックス資源循環により資金調達、施設建設、廃棄物の確保・処理を行う。住民対応と環境アセスメントは県が行う。

## 沿革
- 2002年3月 - オリックスが、彩の国資源循環工場事業を落札
- 2002年9月 - 寄居オリックス環境株式会社設立（現・オリックス資源循環株式会社）
- 2003年10月 - 基盤工事・公園緑地着工
- 2004年4月 - リサイクル施設着工
- 2004年10月 - 公園緑地竣工
- 2005年10月 - リサイクル施設（借地施設）竣工
- 2006年10月 - サーマルリサイクル施設（PFI施設）竣工